# گروه خران و نره‌خران
گروه خران و نرّه‌خران نام گروهی بود که به ابتکار حسن مهرآوران در سال ۱۳۲۳ خورشیدی ایجاد شد. مهرآوران کسانی را از روشنفکران و دولتمردان وقت که از لحاظ اخلاقی بی‌خدشه و درست می‌دید مفتخر به ورود در این جمعیت خیالی می‌کرد و به نام هریک ورقه فرمانی صادر می‌نمود. الله‌یار صالح نخستین فردی بود که به عضویت این گروه در آمد و فرمانی در حقش صدور یافت.
تصور بر این است که گروه گردانندگان روزنامه موفق توفیق بعدها که از خوشمزگی مهرآوران مطلع شده بودند در روزنامه خود شوخانه «حزب خران» را پایه‌گذاری نمودند.